# Synchiropus kiyoae
Synchiropus kiyoae là một loài cá biển thuộc chi Cá đàn lia gai trong họ Cá đàn lia. Loài này được mô tả lần đầu tiên vào năm 1983.

## Phân bố và môi trường sống
S. kiyoae có phạm vi phân bố ở Tây Bắc Thái Bình Dương. Loài này chỉ được biết đến ở xung quanh quần đảo Izu, Nhật Bản. S. kiyoae sống trên đáy cát, được tìm thấy ở độ sâu khoảng từ 5 đến 14 m.

## Mô tả
Chiều dài tối đa được ghi nhận ở S. kiyoae là khoảng 2,4 cm. Chúng là loài dị hình giới tính: cá mái có vây lưng thứ nhất thấp hơn so với cá đực, và màu sắc các vây còn lại cũng khác nhau ở cả hai giới. Đầu và thân có màu nâu với các đốm chấm màu nâu sẫm khắp thân. Ngực của cá đực có đốm màu nâu sẫm. Hai bên thân phía sau gốc vây ngực của cá mái có một vệt đen uốn cong. Mắt nâu ở cả hai giới. Vây lưng thứ nhất của cá đực màu nâu nhạt; có những đốm sẫm màu trên màng vây. Ở cá mái, màu đen bao phủ hầu hết vây lưng thứ nhất. Vây lưng thứ hai có các đốm đen trên mỗi tia vây: cá đực có các hàng đốm mờ trên màng; cá mái có màng trong mờ. Vây hậu môn màu đen ở cá đực; trong mờ ở cá mái với duy nhất một đốm đen. Vây ngực có các đốm đen. Vây bụng cá đực có 1 - 2 mảng màu sẫm; ở cá mái có những đốm đen Vây đuôi có 3 - 4 hàng các đốm đen.
Số gai ở vây lưng: 4; Số tia vây mềm ở vây lưng: 9; Số gai ở vây hậu môn: 0; Số tia vây mềm ở vây hậu môn: 8; Số tia vây mềm ở vây ngực: 19 - 23; Số gai ở vây bụng: 1; Số tia vây mềm ở vây bụng: 5.